# Курдиновський Віктор Васильович
Віктор Васильович Курдино́вський (рос. Виктор Васильевич Курдиновский; 14 (26) лютого 1868, село Жуки, тепер Полтавського району Полтавської області — 24 квітня 1937, Кисловодськ) — український і російський співак (баритон).

## Біографія
Віктор Курдиновський 1899 року закінчив Московську консерваторію.
У 1894—1895 роках викладав спів у Полтавському Олександрівському реальному училищі.
У 1899—1904 роках був солістом приватної опери Сави Мамонтова, у 1904—1909 — Сергія Зиміна в Москві.
Діяч музично-драматичного товариства «Кобзар» у Москві. Виконував твори Миколи Лисенка та українські народні пісні.
У 1910—1937 роках викладав у Кисловодському музичному училищі.

## Партії
- Онєгін («Євгеній Онєгін» Петра Чайковського)
- Ігор («Князь Ігор» Олександра Бородіна)
- Руслан («Руслан і Людмила» Михайла Глинки)
- Ріголетто (однойменна опера Джузеппе Верді).

Виступав з українськими концертами в Москві й Полтаві.